# Schieß-Europameisterschaften Flinte 2016
Die 49. Schieß-Europameisterschaften Flinte 2016, fanden vom 4. bis 12. Juli 2016 in Lonato del Garda, Italien für Flinten-Wettbewerbe statt. Es nahmen Athletinnen, Athleten, Juniorinnen und Junioren aus 42 Ländern teil.

## Ergebnisse

### Erwachsene

#### Männer
| Wettbewerb            | Gold                                                                | Gold | Silber                                                    | Silber | Bronze                                                  | Bronze |
| --------------------- | ------------------------------------------------------------------- | ---- | --------------------------------------------------------- | ------ | ------------------------------------------------------- | ------ |
| Skeet                 | Riccardo Filippelli                                                 | 16   | Sven Korte                                                | 15     | Ralf Buchheim                                           | 13     |
| Skeet Mannschaft      | ItalienRiccardo Filippelli Luigi Lodde Gabriele Rossetti            | 371  | TschechienTomáš Nýdrle Jan Sychra Miloš Slavíček          | 367    | DeutschlandRalf Buchheim Sven Korte Vincent Haaga       | 364    |
| Trap                  | Massimo Fabbrizi                                                    | 14+3 | Josip Glasnović                                           | 14+2   | João Azevedo                                            | 14     |
| Trap Mannschaft       | KroatienJosip Glasnović Giovanni Cernogoraz Kristijan Kancelar      | 360  | TschechienJiří Lipták David Kostelecký Jan Borkovec       | 358    | ItalienMassimo Fabbrizi Daniele Resca Giovanni Pellielo | 356    |
| Doppeltrap            | Wassili Mossin                                                      | 30   | Daniele Di Spigno                                         | 29     | Matthew Coward-Holley                                   | 29     |
| Doppeltrap Mannschaft | Vereinigtes KönigreichMatthew Coward-Holley Tim Kneale Steven Scott | 413  | ItalienDaniele Di Spigno Marco Innocenti Antonino Barilla | 408    | UngarnRoland Gerebics Richárd Bognár Andras Palkovics   | 388    |

#### Frauen
| Wettbewerb       | Gold                                                         | Gold | Silber                                                 | Silber | Bronze                                                      | Bronze |
| ---------------- | ------------------------------------------------------------ | ---- | ------------------------------------------------------ | ------ | ----------------------------------------------------------- | ------ |
| Skeet            | Chiara Cainero                                               | 15   | Konstantía Nikoláu                                     | 12     | Vanessa Hauff                                               | 13     |
| Skeet Mannschaft | ZypernKonstantía Nikoláu Andri Eleftheriou Panayiota Andreou | 209  | ItalienChiara Cainero Diana Bacosi Katiuscia Spada     | 205    | SlowakeiDanka Barteková Andrea Stranovská Veronika Sýkorová | 204    |
| Trap             | Zuzana Štefečeková                                           | 15   | Silvana Stanco                                         | 13     | Fátima Gálvez                                               | 12     |
| Trap Mannschaft  | ItalienAlessia Iezzi Silvana Stanco Jessica Rossi            | 212  | FrankreichMarina Sauzet Carole Cormenier Mélanie Couzy | 207    | SpanienFátima Gálvez Beatriz Martínez María Quintanal       | 198    |
| Doppeltrap       | Rachel Parish                                                | 98   | Lilia Valeeva                                          | 86     | Monica Girotto                                              | 81     |

#### Mixed
| Wettbewerb | Gold                              | Gold | Silber                                     | Silber | Bronze                        | Bronze |
| ---------- | --------------------------------- | ---- | ------------------------------------------ | ------ | ----------------------------- | ------ |
| Skeet      | Riccardo Filippelli Alexei Alipow | 29   | Ana Rita Rodrigues José Manuel Bruno Fária | 27     | Katrin Quooß Karsten Bindrich | 23     |
| Trap       | Riccardo Filippelli Diana Bacosi  | 25   | Anthony Terras Lucie Anastassiou           | 24     | Jan Sychra Libuše Jahodová    | 30     |

### Juniorinnen und Junioren

#### Junioren
| Wettbewerb            | Gold                                                          | Gold | Silber                                                               | Silber | Bronze                                                      | Bronze  |
| --------------------- | ------------------------------------------------------------- | ---- | -------------------------------------------------------------------- | ------ | ----------------------------------------------------------- | ------- |
| Skeet                 | Nicolas Vasiliou                                              | 14   | Valerio Palmucci                                                     | 12     | Emil Kjelgaard Petersen                                     | 14 (13) |
| Skeet Mannschaft      | ZypernNicolas Vasiliou Sotiris Antoniou Stefanos Nikolaidis   | 359  | FinnlandTimi Vallioniemi Aleksi Ahokas Eetu Kallioinen               | 354    | TschechienJan Zamecnik Daniel Korcak Zdenek Otruba          | 354     |
| Trap                  | Simone D'Ambrosio                                             | 14   | Matteo Marongiu                                                      | 8      | Theo Andrew Ling                                            | 13 (12) |
| Trap Mannschaft       | ItalienSimone D'Ambrosio Matteo Marongiu Riccardo Faccani     | 346  | BulgarienIvan Georgiev Marin Kirilov Todor Kokaldzhiev               | 339    | FinnlandVili Kopra Niko Kopra Eemil Pirttisalo              | 339     |
| Doppeltrap            | Nathan Lee Xuereb                                             | 28   | Jacopo Dupre de Foresta                                              | 24     | Kamil Khusaenov                                             | 27 (25) |
| Doppeltrap Mannschaft | ItalienJacopo Dupre de Foresta Andrea Galesso Lorenzo Ferrari | 404  | Vereinigtes KönigreichConner James Gorsuch James Dedman Lewis Ramsey | 402    | RusslandKamil Khusaenov Viacheslav Yukhimenko Danil Zimarev | 393     |

#### Juniorinnen
| Wettbewerb       | Gold                                                                | Gold | Silber                                                      | Silber | Bronze                                                   | Bronze  |
| ---------------- | ------------------------------------------------------------------- | ---- | ----------------------------------------------------------- | ------ | -------------------------------------------------------- | ------- |
| Skeet            | Radka Mančíková                                                     | 12   | Nele Wißmer                                                 | 9      | Niina Aaltonen                                           | 11 (7)  |
| Skeet Mannschaft | TschechienRadka Mančíková Hana Adámková Anna Šindelářová            | 196  | DeutschlandNele Wißmer Eva-Tamara Reichert Franziska Kurzer | 185    | TürkeiNur Banu Ozpak Izel Aydin Deniz Ustundag           | 182     |
| Trap             | Yulia Tugolukova                                                    | 12   | Sarah Bindrich                                              | 11     | Maria Lucia Palmitessa                                   | 12 (11) |
| Trap Mannschaft  | ItalienMaria Lucia Palmitessa Isabella Christiani Antonia Ricciardi | 200  | RusslandYulia Tugolukova Iuliia Saveleva Nataliya Chistova  | 197    | DeutschlandSarah Bindrich Bettina Valdorf Kathrin Murche | 196     |

## Medaillenspiegel
| Platz  | Land                   | Gold | Silber | Bronze | Gesamt |
| ------ | ---------------------- | ---- | ------ | ------ | ------ |
| 01     | Italien                | 10   | 7      | 2      | 19     |
| 02     | Russland               | 3    | 1      | 2      | 6      |
| 03     | Zypern                 | 3    | 1      | 1      | 5      |
| 04     | Vereinigtes Königreich | 1    | 1      | 2      | 4      |
| 05     | Kroatien               | 1    | 1      | —      | 2      |
| 06     | Slowakei               | 1    | —      | 1      | 2      |
| 07     | Malta                  | 1    | —      | —      | 1      |
| 08     | Deutschland            | —    | 4      | 5      | 9      |
| 09     | Frankreich             | —    | 2      | —      | 2      |
| 10     | Finnland               | —    | 1      | 2      | 3      |
| 11     | Portugal               | —    | 1      | 1      | 2      |
| 12     | Bulgarien              | —    | 1      | —      | 1      |
| 12     | Spanien                | —    | —      | 2      | 2      |
| 13     | Dänemark               | —    | —      | 1      | 1      |
| 13     | Ungarn                 | —    | —      | 1      | 1      |
| 13     | Türkei                 | —    | —      | 1      | 1      |
| Gesamt | Gesamt                 | 22   | 22     | 22     | 66     |